# جبل بريس
جبل بريس (بالإنجليزية: Brace Mountain)‏ هو قمة سلسلة من التلال في جبال تاكونيك الجنوبية، بالقرب من النقطة الثلاثية للولايات الأمريكية في نيويورك وكونيكتيكت وماساتشوستس. تقع قمتها الرئيسية التي يبلغ ارتفاعها 2311 قدمًا (704 م) في نيويورك. إنها أعلى نقطة في مقاطعة دوتشيس في تلك الولاية.
تقع أجزاء نيويورك وماساتشوستس من الجبل داخل مناطق محمية، منتزه تاكونيك ستيت وغابة جبل واشنطن على التوالي. أجزاء ولاية كونيتيكت مملوكة ملكية خاصة ومحفوظة.